# St. Bartholomäus (Sóller)

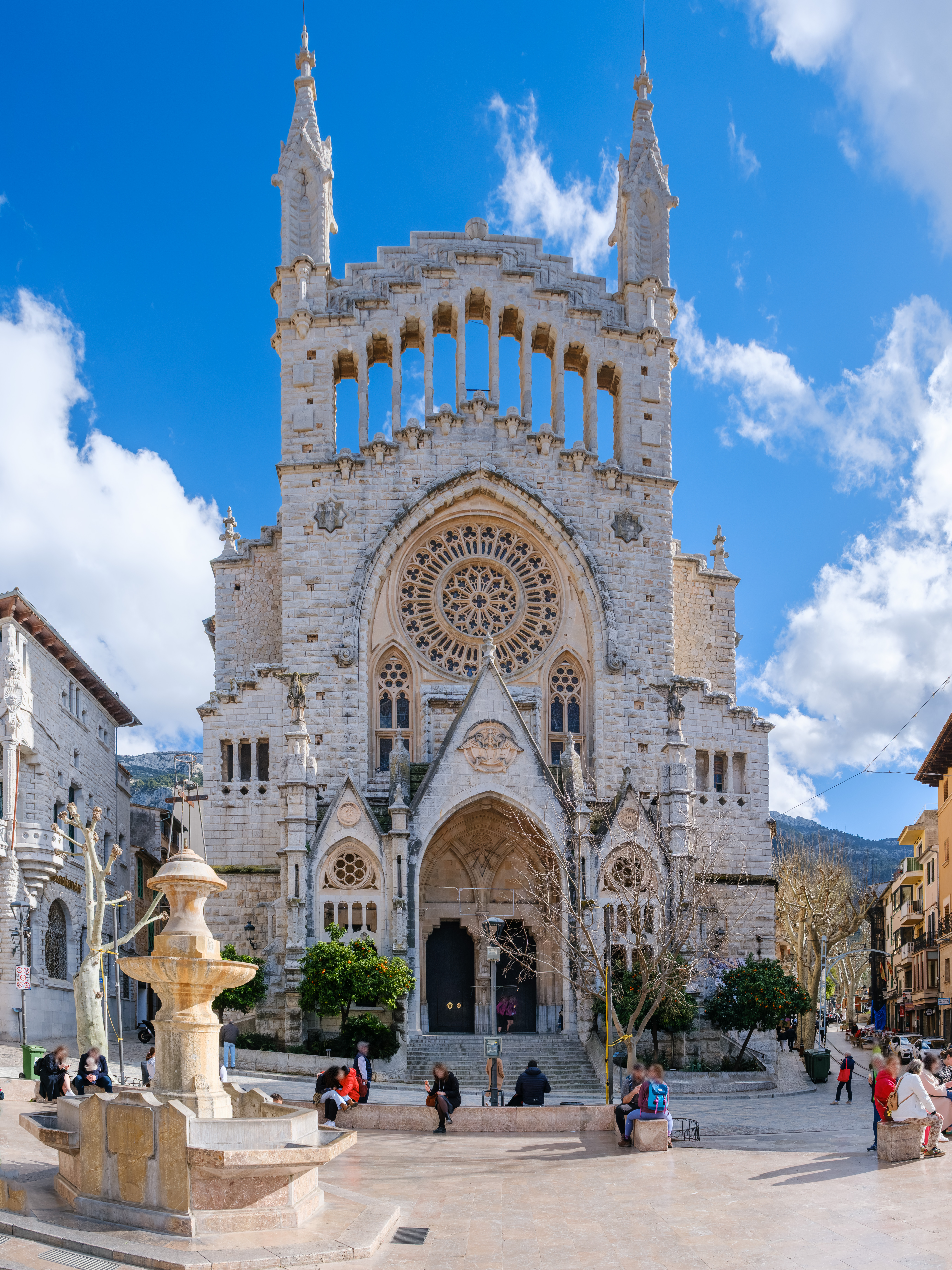
Sankt Bartholomäus, März 2025

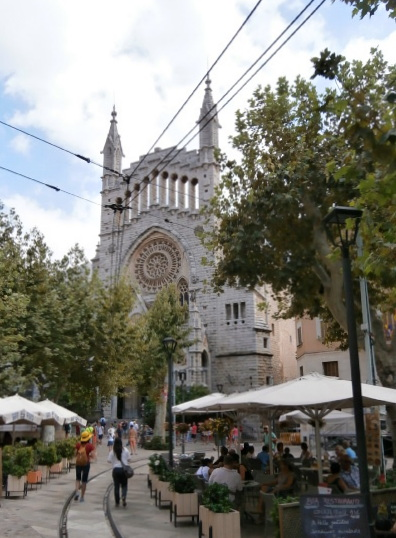
Blick von Südwesten

St. Bartholomäus ist eine römisch-katholische Pfarrkirche in der spanischen Gemeinde Sóller im Nordwesten der Mittelmeerinsel Mallorca.

## Architektur und Geschichte

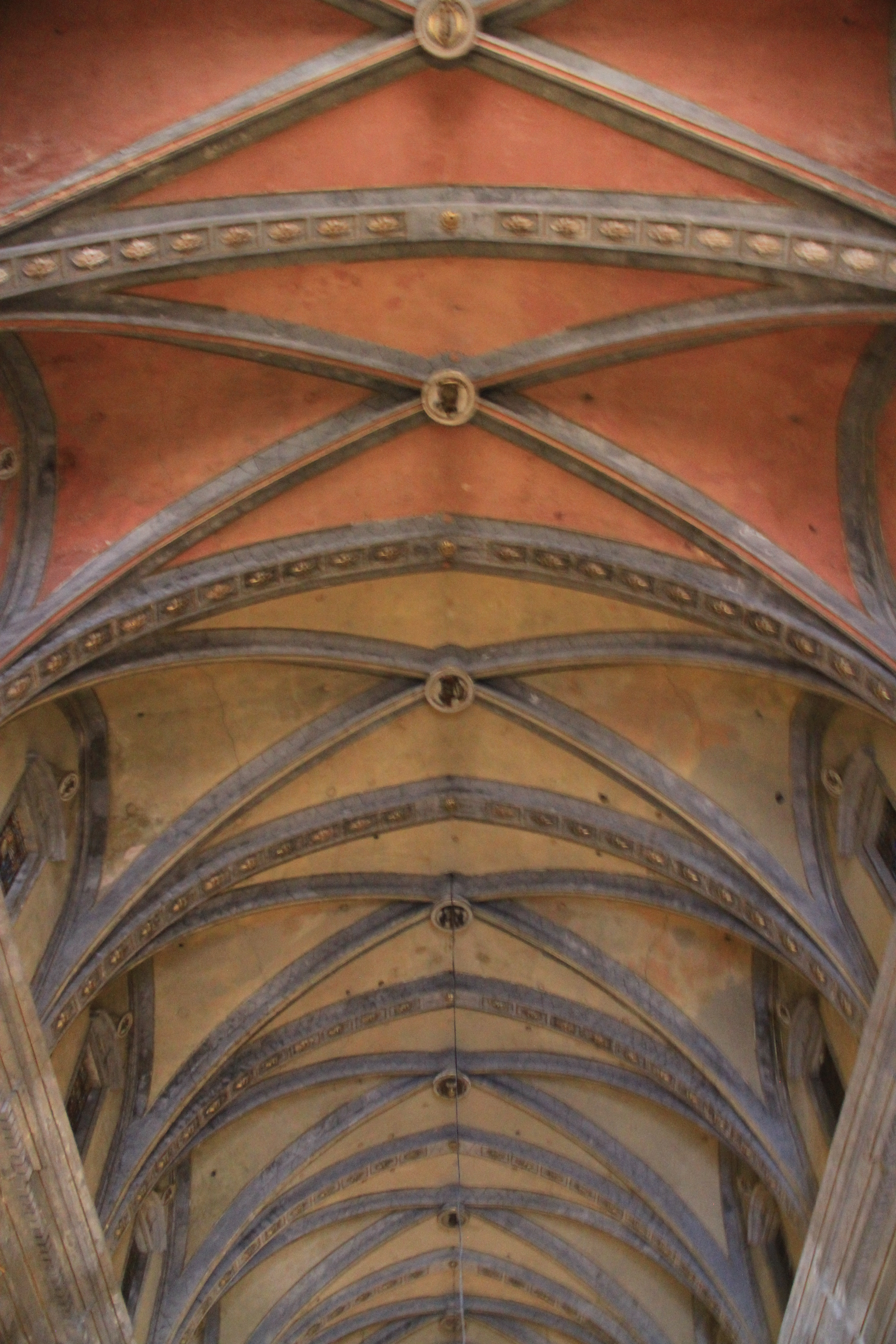
Kreuzrippengewölbe

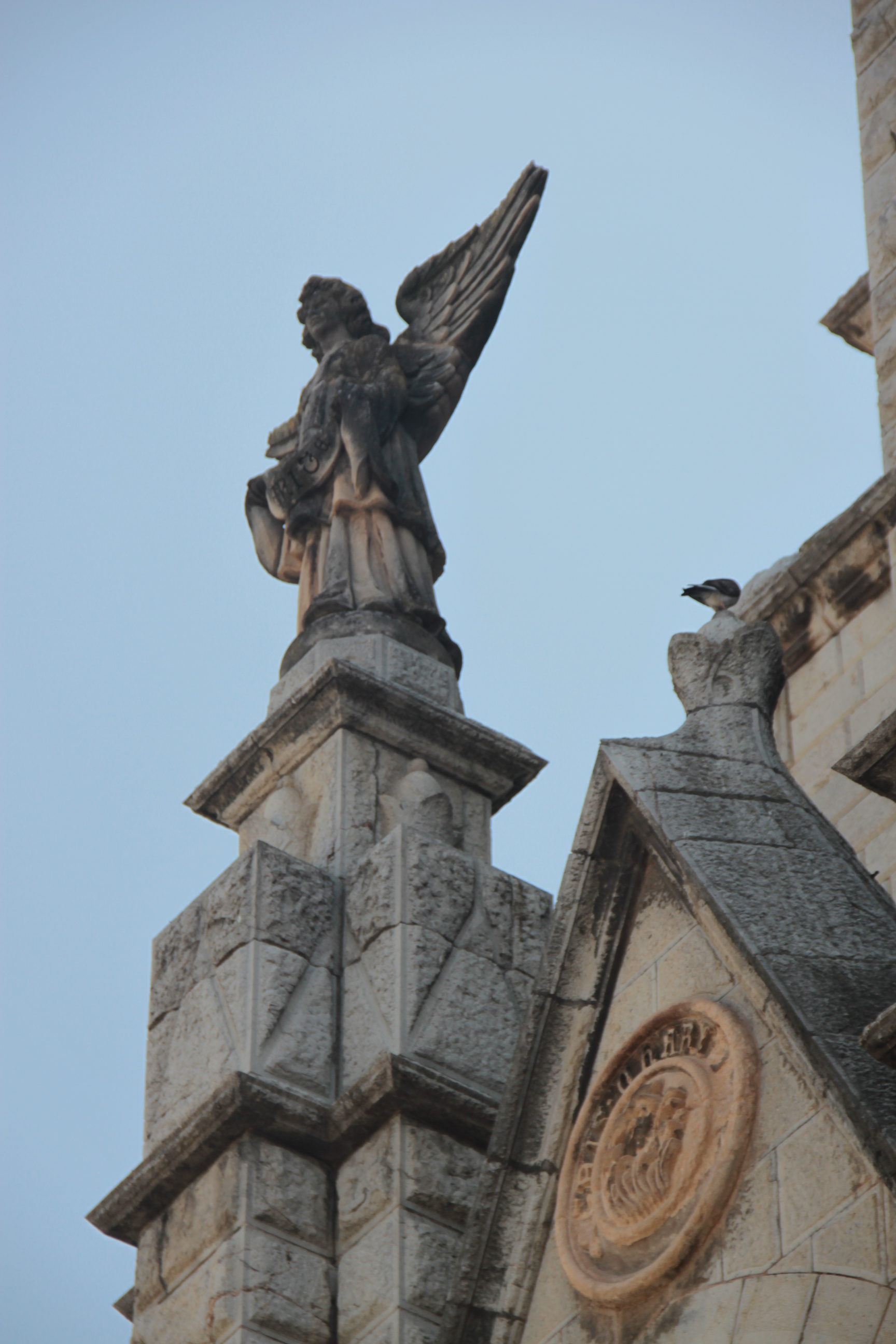
Engel (Detail der Westfassade)

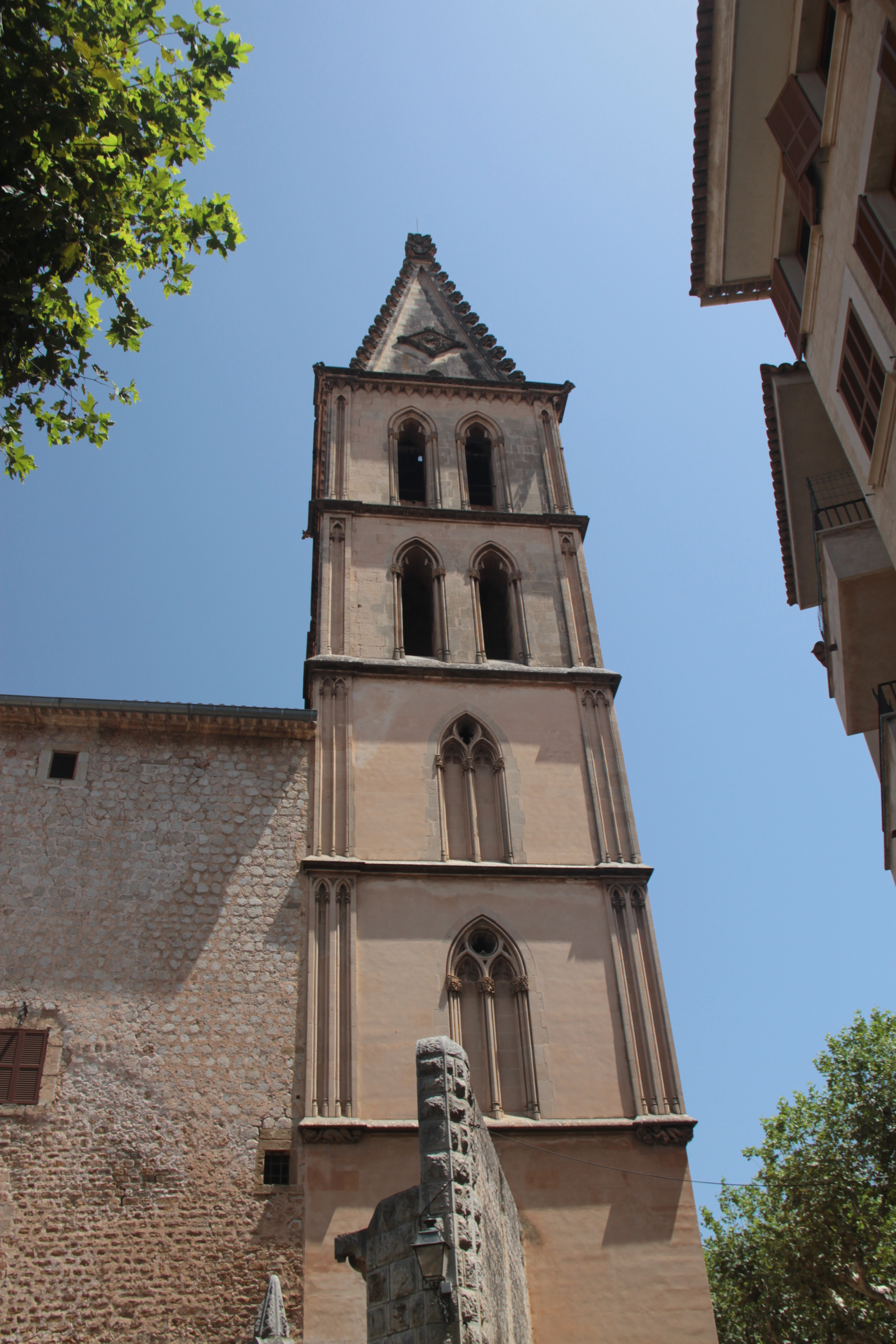
Glockenturm

### Vorgängerbauten
Der Begründer einer ersten Kirche in Sóller war der Propst von Tarragona, Ferrer de Sant Martí. Er gehörte zu den Eroberern Mallorcas im Jahr 1229. Überliefert ist, dass er 1236 25 % des von ihm in Sóller erhobenen Zehnten an die Pfarrei übertragen hatte. 1248 bestimmte Innozenz IV. die Jungfrau Maria sowie den Apostel Bartholomäus zu den Schutzheiligen der Kirche und stellte die Pfarrei Sóller unter die Obhut des Apostolischen Stuhls. 1370 war diese erste Kirche baufällig geworden und drohte einzustürzen.
Ende des 14. Jahrhunderts begann daher der Bau einer neuen Kirche, die dann 1492 durch den Weihbischof von Mallorca, den Karmeliten Joan de Déu, geweiht wurde. Diese Kirche war niedriger als der heutige Bau und hatte ihre Hauptfassade im Bereich des jetzigen im Südwesten gelegenen Seiteneingangs. Teile dieses Baus sind erhalten, so ein vermauerter Rundbogen und ein darüber befindliches schartenartiges Fenster im Stil der Romanik. Ein weiteres Fenster dieser Art findet sich in der Fassade zur Straße Joan-Baptista-Ensenyat, wo sich auch die Apsis der Kirche befand.
Nachdem es am 11. Mai 1561 zu Plünderungen durch türkische Seeräuber gekommen war, entschloss man sich zum Bau einer Festung um die Kirche. In der Nähe des heutigen Seiteneingangs zur Kirche ist ein auf die Festung zurückgehender Mauerrest erhalten. Zugleich erhielt die Kirche eine sehr große Sakristei, die bei Angriffen auch als Zuflucht dienen sollte. Bei dem Seeräuberangriff wurde auch eine in der Kirche befindliche marmorne Marienstatue beschädigt. Sie steht heute auf dem Gregoraltar.

### Bau der heutigen Kirche
Nachdem die Kirche erneut baufällig geworden war, begann man Ende des 17. Jahrhunderts mit der Errichtung einer neuen Kirche im Barockstil. Zum Teil nutzte man die Mauern der Festung als Außenmauern der Kirche. An der Joan-Baptista-Ensenyat-Straße sind noch alte Schießscharten zu erkennen. Es entstanden der Raum des Hauptaltars und sechs Gewölbeabschnitte. Die Gewölbe wurden in der alten Form des Kreuzrippengewölbes und nicht als damals übliches Tonnengewölbe ausgeführt. Zugleich entstand auf der Westseite der Kirche die von einer Kuppel bekrönte Rosenkranzkapelle. Die Einweihung der Kirche erfolgte bereits am 15. August 1711 durch Rafael Torrents, als der Bau noch nicht fertiggestellt war. Das erste Gewölbe, unmittelbar vor dem Hauptaltar, wurde am 12. August 1729 abgeschlossen. Der Schlussstein zeigt Bartholomäus in einer triumphierenden Geste über den an eine Kette gebundenen Teufel.
Das zweite Gewölbe entstand zeitnah. Der Schlussstein stammt aus dem Jahr 1730 und zeigt die Schutzpatronin von Sóller, die Mutter Gottes vom Guten Jahr, einen Strauß aus Orangenzweigen haltend. Im gleichen Jahr wurde auch das dritte Gewölbe errichtet. Der Schlussstein wurde am 7. Oktober 1730 gesetzt und ist mit dem Wappen Sóllers verziert. Am 1731 fertiggestellten vierten Gewölbe befindet sich eine Darstellung des Heiligen Bartholomäus. Er ist an einen Baum gefesselt und wird von zwei Mauren geschunden. Die Darstellung am fünften Gewölbe zeigt die glorreiche Gottesmutter und bezieht sich auf den Überfall türkischer Seeräuber auf Sóller vom 11. Mai 1561. Unter den Füßen Marias sind drei Mauren abgebildet. Der Schlussstein des sechsten Gewölbes wurde 1733 gesetzt. Auf ihm befindet sich eine Darstellung von Petrus als Papst. Die Schlusssteine der sechs Gewölbe schuf der Bildhauer Guillem Ferrer. Kirchenbaumeister war Lluc Mesquida.
Die heutige Außenwirkung der Kirche wird durch die neuere Fassade bestimmt, die 1904 bis 1912 nach Plänen des Gaudí-Schülers Joan Rubió vorgesetzt wurde. Sie ist in spät-neogotischen Formen gehalten, mit einer großen, ebenfalls von Rubió gestalteten Fensterrose im Zentrum, und ist durch die flachwinklige Arkadenreihe unverwechselbar, die sie in der gesamten Breite überspannt, flankiert von zwei schlanken Fialentürmen. Die Rosettenfenster wurden in Barcelona in der Werkstatt Amigó gefertigt und zeigen Maria als Königin der Märtyrer. Unterhalb der Rosette sind zwei von den gleichen Künstlern geschaffene Fenster angeordnet, die die Väter der Ost- und Westkirche zeigen.
Der Bildhauer Joan Alcover schuf die Engelsfiguren des drei Spitzbögen umfassenden Atriums. Auch die Wappen- und Reliefdarstellungen stammen von ihm.
Den Grundstein für die Erweiterung bei diesem Umbau legte am 24. August 1904 der Bischof Pere Joan Campins. Pfarrer der Kirche war zu dieser Zeit Sebastià Maimó. Bei den Arbeiten wurden Reste der ehemaligen Festungsanlagen abgerissen und eine neue Fassade errichtet. Zugleich entstand auch ein siebenter Gewölbeabschnitt, der 1907 fertig gestellt war. Der Schlussstein des Gewölbes zeigt Maria im Schnee.
Im Zuge des Umbaus wurde auch der Vorplatz neu gestaltet. Es entstand eine der neuen Fassade angepasste Mauer aus Natursteinen, die mit einem Eisengitter versehen wurde.

### Kirchturm
Bereits Ende des 14. Jahrhunderts bestand ein dreigeschossiger Glockenturm. Der heutige Kirchturm entstand nach einem Entwurf von Joan Sureda und befindet sich an der Südwestecke der Kirche. Er verfügt über fünf Etagen und ist bekrönt mit einer Pyramidenkuppel im Stil der Neogotik. Der Bau erfolgte zwischen 1895 und 1900.

## Innengestaltung

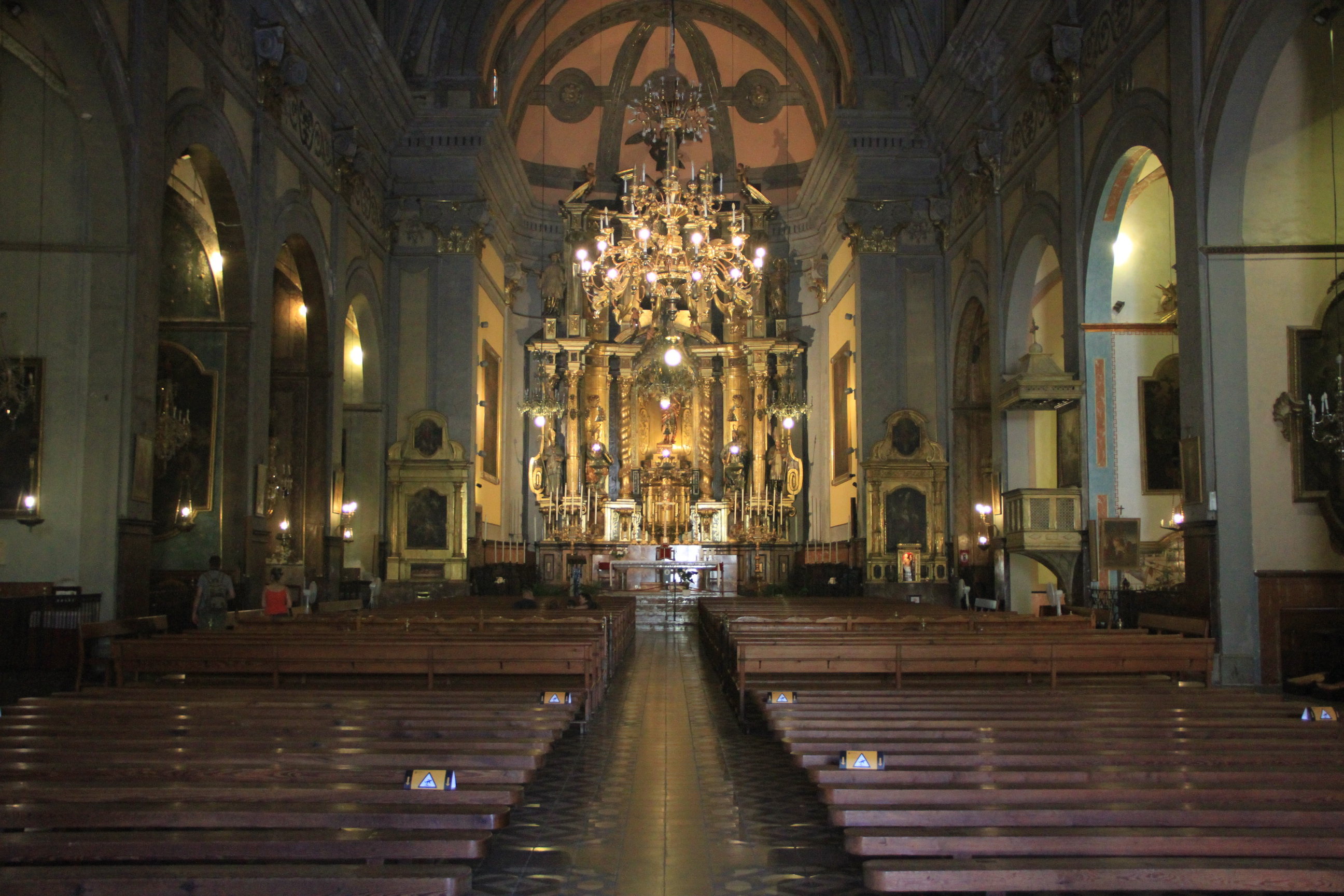
Inneres

Der Haupteingang zur Kirche befindet sich an der Nordseite. Auf der Westseite führt an der Stelle der sechsten Seitenkapelle ein Seiteneingang in einen ursprünglich als Friedhof genutzten Garten.
Die Orgel auf einer Tribüne oberhalb des Hauptportals wurde von Lluís Scherrer geschaffen und der Gemeinde im Jahr 1798 durch den Bischof Nadal geschenkt. An den Längsseiten des Kirchenschiffs befinden sich auf jeder Seite sieben Seitenkapellen.

### Taufkapelle
Rechts vom Haupteingang befindet sich die Taufkapelle. In ihrer heutigen Form entstand sie bei den Umbauarbeiten Anfang des 20. Jahrhunderts. Zuvor befand sich die Taufkapelle im Bereich der direkt südlich angrenzenden Herz-Jesu-Kapelle. Der Altaraufsatz besteht aus dem ehemaligen Hauptportal der Kirche aus der Barockzeit. Es war 1715 von Bartomeu Moyà und Jaume Pizà unter Leitung von Lluc Mesquida geschaffen worden und dient heute als Einfassung eines 1912 aus verschiedenfarbigem Holz von Damià Pastor geschaffenem Reliefbildes, das die Taufe des Herrn darstellt. Der vorhandene große goldene Rahmen stammt vom Bildhauer Miquel Amer. Zwei Bilder an den Wänden, die sich ursprünglich in der Sankt-Josef-Kapelle der Kirche befanden, zeigen den heiligen Josef.

### Herz-Jesu-Kapelle
Die zweite Kapelle auf der rechten Seite ist die Herz-Jesu-Kapelle, die am 30. Mai 1913 eingesegnet wurde. Der Altaraufsatz wurde von Joab Rubió entworfen und in der Werkstatt Torra-Masó in Barcelona hergestellt. Das Zentrum des Altars wird von einer von Josep Llimona i Bruguera geschaffenen Herz-Jesu-Statue eingenommen. Darüber befindet sich eine von Säulen getragene Kuppel.